# Codi SIL
El codi SIL és un codi de tres lletres assignats a les llengües per SIL International (abans coneguda com a Summer Institute of Linguistics), una associació cristiana, científica i sense ànim de lucre el principal propòsit de la qual és estudiar, desenvolupar i documentar llengües poc conegudes amb la finalitat d'expandir el coneixement lingüístic, promoure l'alfabetització i contribuir al desenvolupament de les llengües minoritzades. Facilita material per a la recerca lingüistica a través d'Ethnologue, una publicació electrònica i impresa.
La catorzena edició dels codis, publicada l'any 2000 incloïa 7148 codis de llengües, que normalment no coincidien amb els codis ISO 639-2. La quinzena edició, publicada el 2005 incloïa 7299 codis tot fent que la majoria coincidissin amb els de l'ISO 639-3.